# Nascut per guanyar
Nascut per guanyar (títol original en anglès: Born to Win) és una  pel·lícula estatunidenca d'Ivan Passer del 1971. Ha estat doblada al català.

## Argument
Un junkie conegut sota el nom de Jay Jay intenta de remuntar el pendent, i amb l'ajuda de la dona que estima.

## Repartiment
- George Segal: J
- Karen Black: Parm
- Paula Prentiss: Veronica
- Jay Fletcher: Billy Dynamite
- Héctor Elizondo: Vivian
- Robert De Niro: Danny
- Ed Madsen: Detectiu
- Marcia Jean Kurtz: Marlene